# Няя
Няя е една от шестте ортодоксални (астика) школи в индуистката философия. Тя използва характерна логическа система, за да доказва съществуването на Бог, изхождайки от съдържанието на Ведите. Централен текст за школата са „Няя сутрите“, съставени през 2 век пр.н.е. от Акшапада Гаутама.
Няя е една от шестте ортодоксални школи в индуистката философия.
Философската система Няя почива върху Няя сутрите, написани от мъдреца Гаутама Махарищи. Няя определя основните въпроси, които подлежат на обсъждане: материалния (физически) свят, душата, Бога и освобождението. Тя допълва индийската философска мисъл със своята методология. Тази система основно се занимава с условията на точното знание и средствата за постигането му. Няя се основава на аргумента и логиката и по тази причина е позната като „наука на логиката и обосновката“. Поради това че Няя анализира природата, източника на познанието, неговата валидност и невалидност, тя е позната и като „наука на критическото изследване. Епистемоложки буквално се превежда като „наука за познанието“
Според школата има четири източници на знанието – практякша (възприятие), анумана (извод), упамайна (сравнение) и шабда (слово). Знанието е манифестация на обектите. Познанието само по себе си се дели на нубхава (опит) и смрти (памет). Достоверното знание (на запад казано истинно) се нарича прагма, недостоверното от своя страна го наричат апрама. Четирите подразделения на прама са четирите източника на знанието споменати по-горе. Оттук следва, че всички съмнения и заблуждения не са прама, както и всички съждения започващи с „ако“.
Знанието е достоверно, когато то се съгласува или съответства на природата на обекта, в противен случай става апрама. Като пример може да послужи фактът, че знанието за червената роза е достоверно само ако розата е червена.
Представителите на Няя (също и на Вайшешика, Джайна и будизма) обясняват, че знанието е достоверно. Достоверното или недостоверното знание се състои в съответствие или несъответствие на фактите. Проверката на достоверността се състои в извода, с което решаваме дали дадено наше действие е успешно или не, защото достоверното знание ни води до успешни практически действия. За пример е следната ситуация: Човек пие сутрешния си чай със захар. Слага си една лъжичка и чаят му наистина е по-сладък. Тоест предишното знание за сладост е достоверно. Но на другата сутрин, пиейки си чая, човекът отново търси захар и намира дребно смляна, бяла субстанция и си слага една лъжичка. За негово учудване, той разбира, че това е сол.
След като разграничихме прама и апрама, ще разгледам четирите подразделения на достоверното познание.
1. Практяшка(възприятие)
На запад ние вярваме, че знанието, което ни е дадено чрез сетивата (тоест чрез възприятието) е вярно. Но източните мислители са по-критични към това.
Индийската логика разглежда възприятието форма на достоверното знание. За тях то е определено познание което се поражда от контакта между сетивата и обекта, които е неотклоняващ се от истината. Виждайки едно дърво сме сигурни, заради контакта на очите с дървото, че то е дърво. Но ако обектът е неясен или далечен, то познанието за него може да е неистинно. Някой представители на Няя твърдят, че не винаги са ни необходими сетива за практяшка. Душевните удоволствия и болката не се възприемат чрез сетива. Следователно контактът между сетивата и обекта не е обща характеристика на възприятието. За обща характеристика на всяко възприятие е чувството за непосредственост на знанието, тоест без помощта на предишно знание.
Възприятието се класифицира. Основното разпределение е на обикновено (лаукика) и необикновено (алаукика, като това разпределение зависи от начина, по който сетивата влизат в контакт с обекта. Обикновено е налице, когато е представен обикновен контакт на обектите със сетивата. Необикновеното възприятие обектът е представен на сетивата чрез някакъв изключителен посредник.
Друга класификация е делението на възприятието на външно и вътрешно. Тук се сблъскваме с шест вида органи на лаукика. Пет от тях са външните: мирис, вкус, зрение, осезание и слух, а вътрешният е умът (манас). Манас познава качествата на душата – желание, отвращение, болка, усилие и т.н. Той е централен и общ орган на всички видове познание. Този възглед за манас се възприема и от други школи като Вайшешика, Самкхя, Мимамса и други.
Необикновеното възприятие бива три вида – възприятие на общото, контаминация и йогическо.
В първия вид се прави препратка към алаукива като поглед над общото. Тук се сблъскваме с универсализирането (ако кажем, че всички хора са смъртни) придобито чрез класа човек, които се универсализира в човечност. Сетивно няма как да възприемем, че всички хора са смъртни, за това възприемайки човека като човек, ние възприемаме и човечността в него. Това непосредствено познание или възприятието на общото понятие човек е средство, чрез което възприемаме всички хора или класа човек. Това възприятие на класа човек е възприятие на общото.
Вторият вид (джнана-лакшана). Това е възприятие, което се реализира от сетиван орган, който не е предназначен да възприема това качество на обекта. Като пример може да послужи изречението „Камъкът изглежда твърд“. Очевидно е, че не може с очите си да възприемем твърдостта.
Третият вид е йогаджа (йогическо възприятие). То е интуитивно възприемане на всички обекти от човек, притежаващ свръхестествени способности, породени от непрекъснатото упражняване на йога. Оттук се появява и името му.
Има и три вида обикновено възприятие.
Първото е определено. То представлява знание за обекта, притежаващ някаква характеристика, като тази характеристика определя неговата природа. За пример може да дадем изречението: „Това е ябълка, тя е кръгла, зелена, сочна и т.н.“. Човекът от примера не просто придобива знание за несвързани елементи, но и ясно и определени ги свързва.
Вторият вид е неопределеното. То представлява неопределеното достигане до обекта. Не може да има определено възприятие на нещата, без предварително неопределено възприятие.
Третият вид е разпознаваемото възприятие. То представлява припознаване на даден обект, тоест познаването му такъв какъвто е бил преди. Чрез него ние разбираме, че предметът който познаваме сега е същият предмет, който сме познавали преди, например: „Това трябва да е същия човек който вчера ми помогна с пазара“.
2. Анумана(извод)
Буквално означава „познание или знание, което следва друго знание“ – „На хълма има огън, защото има дим, а където има дим има огън“. Следователно изводът е процес на разсъждение, в който ние изхождаме от схващането на някакъв признак към схващането на нещо друго по силата на отношението на неизменно съпътстване.
Изводът има свои съставни части. За да достигнем до анумана, е необходимо да имаме три термина и най-малко три съждения. Връзката между възприятието и знанието са услвия за извода, защото взимайки примера от по-горе, защото познаваме невъзприемаемия огън, чрез възприемаемия дим и използваме знанието за неизменната връзка между дима и огъня. Тоест възприемаме дима като признак, правим връзката с минал спомен за неизменната връзка между дим и огън и получаваме знание за невъзприемаемия огън зад хълма. Следователно хълма е пагша (малък термин – субектът с който се занимаваме във всеки извод), огънят е садхя (голям термин – обектът който искаме да познаем в отношението му към пагша) и димът е линга или хету (среден термин – основанието за свързване на пагша и садхя). Съжденията трябва да бъдат категорични, едно от тях задължително да е утвърдително, а другите може да са утвърдителни или отрицателни. В този пример съжденията биват: 1.“На хълма има огън“; 2. „Защото има дим“; 3. „където има дим, има и огън“. Изводът в индийската логика е силогизъм, съдържащ три категорични съждения. Като основно се сблъскваме с два типа извод – за себе си (свартхе) и за другите (паратха).
Изводът в индийския силогизъм съответства на категоричния силогизъм на Аристотел. За Аристотеловия силогизъм е необходимо да има три твърдения, от които първото е голяма предпоставка, второто – малка, а трето – заключение. За представителите на Няя тези твърдения са преобърнати. Първото е заключението на силогизма, после малката предпоставка и накрая голямата предпоставка. Изводът трябва да се състои от пет изречения, наричани членове.
1. Твърдение (пратиджна) – „Аз съм смъртен“
2. Основание (хету) – „Защото аз съм човек“
3. Пример (удахарана) – „Всички хора са смъртни, например Сократ, Платон“
4. Приложение (упаная) – „Аз също съм човек“
5. Заключение (нигамана) – „Следователно и аз съм смъртен“

Чрез твърдението се утвърждава нещо. Хету излага основанието за това твърдение. Примерът демонстрира универсалната връзка между основание и доказуемо, като привежда и конкретен пример. Упаная е приложение на универсалното твърдение към конкретния случай. А нигамана е заключението, което следва от предходните съждения.
Логическата основа за възможността на извода е връзката между хету (основание) и садхя (доказуемо). Което взаимодействие се нарича вяпти. То не зависи от определени условия, то е неизменна и безусловна връзка между средния и големия термин. Излиза, че изводът има две условия – познанието на хету (дима в използвания от нас пример) в пакша (хълма), второто е връзката между хету и садхя – че на хълма има огън е заключение, до което можем да стигнем само ако знаем че димът и огъня имат непосредствена връзка, а това отношение се нарича вяпти. Вяпти буквално означава „проникване“. Проникване на два факта – проникнат и проникващ (димът е проникнат от огъня, защото винаги го съпътства). Но ние може да изведем огъня от дима, но не и дима от огъня, тоест обемите са различни. Обемите на двата факта, за да има вяпти, трябва да са еднакви. За представителите на Няя вяпти се осъществява с помощта на непротиворечиво наблюдение на отношението между две неща (а не чрез априорен принцип каузалността), което се случва чрез помощта на индиректно доказателство. Методът на Няя за индукция може да бъде разложен на следните четири етапа:
1. Анвая – между две неща е налице момента на съгласуваност, тоест където съществува едното, съществува и другото.
2. вятирека – виждаме, че между тях е налице отношение на изключване (където няма огън, няма дим)
3. вябхичараграха – не наблюдаваме никакъв противоположен случай, в който едното от тях съществува без другото.
4. упадхи-нираса – отстраняването на условията, от които отношението би могло да зависи.

Няя полага огромни усилия за поставянето на вяпти върху базата на емпиричното наблюдение. Представителите на школата смятат, че методът на генерализиране от единичните факти не дава тази сигурност, за която претендираме, когато казваме съждения от типа на: „Всички хора са смъртни“. Изпитваме сигурност когато казваме, че гарванът е черен, защото не сме го виждали сив, син и т.н, но в неговата природа няма нещо което да му пречи да е такъв. Докато при човекът има нещо, което го прави смъртен. Казваме, че гарванът е черен, защото не сме виждали друг цвят гарван, но казваме, че всички хора са смъртни, защото те са хора, тоест защото притежават някаква същностна природа, която се характеризира със смъртност.
Следователно Индуктивните обобщения трябва да се основават на знанието за същностната природа на нещата, тоест на общите понятия и универсалите в тях.
Както става ясно изводът е комбинирано дедуктивно-индуктивно разсъждение, съдържащо се най-малко от три категорични съждения. Следователно всички изводи са силогизми от категоричен вид, които са нормално правилни и съдържателно истинни. Няя предлага три различни класификации на извода. Според първата класификация изводът бива два вида – свартха и парартха. Това по-скоро е психологическа класификация, която разделя изводът по предназначението му. Той може да бъде или за добиване на знание от самите нас, или за демонстритането на някаква истина пред другите. Втората класификация разделя изводът според отношението на средния и големия термин. Тази класификация има три подразделения – пурвават, шешават и саманятодршта. Докато първите два подвида се основават на каузалния принцип, третия вид не зависи от него. При третия вид вяпти не зависи от каузалното отношение. Ние извеждаме едното от другото не защото са каузално свързано, а защото са закономерно свързани в нашия опит (фиксирайки Луната през различни интервали от време, достигаме до извода, че тя си движи, макар да не усещаме такова нещо).
Чрез третата класификация се основава на индукцията, с която достигаме до вяпти. Първият подвид се назовава кеваланвайи, който се основава на средния термин, който е налице, когато е наличен и големия термин. Той е метод на вяпти на съгласуваност в присъствието, защото няма примери за съгласуваност в отсъствието. Пример можем да дадем със следните съждения:
1. Всички познаваеми обекти са назоваеми
2. Гърнето е познаваем обект
3. Следователно гърнето е назоваемо.
Кевалавятиреки е извод, в който средния термин е само отрицателно свързан с главния термин. Знанието за вяпти се достига чрез метода на съгласуваност в отсъствието. Той зависи от отношението на неизменно съпътстване между отсъствието на големия и средния термин. Пример за това можем да дадем със следните съждения:
1. Това, което не се различава от другите елементи няма мирис.
2. Земята има мирис
3. Следователно земята се различава от другите елементи.
Голямата предпоставка е общоотрицателно съждение, в което предикатът, или средния термин мирис, се оттрича за субекта, тоест за това което се различава от другите предмети.
Третият подвид е анваявятиреки. Изводът от този тип може да се основава както на общоутвърдителни, така и на общоотрицателни съждения. В него вяпти изразява отношението на неизменно съпътстване между средния и големия термин, с оглед на тяхното присъствие или отсъствие.
Разликата между общоутвърдителните и общоотрицателните съждения се крие в това, че субектът на утвърдителните съждения става предикат и противоположното на предиката става субект в съответното отрицателно съждение. Пример за това можем да дадем със следните съждения:
1. Всички димни обекти са огнени.
Хълмът е огнен.
Следователно хълмът е огнен.
2. Нито един неогнен обект е не димен.
Хълмът е димен.
Следователно хълмът е огнен.
Привидните основания в индийската логика са съдържателните грешки. Грешните изводи се дължат на материалните условия, от които зависи верността на предпоставките.
Съдържателната грешка в индийската логика се нарича хетвабаса. Няя ги класифицира на пет основни части. Първата е савебхичара, която се състои в неправилен среден термин (1. Всички двуноги са разумни. 2. Лебедите са двуноги. 3. Следователно лебедите са разумни. Заключението не е вярно, защото среднияъ термин – двуного не е свързан с главния – разумно). Вторият вид е вируддха, или противоречиво основание (Въздухът е тежък, защото е празен. Тук средния термин празен опровергава въздуха.) Третият вид грешка е сатпратипакша, където има изводно опровергано основание. Това се случва, когато привидният среден термин е опроверган от друг среден термин, с което се осъществява доказването на недостоверността на главния термин от първото съждение. (1. Звукът е вечен, защото може да се чуе. 2. Звукът не е вечен, защото е произведен както гърнето.) Четвъртият тип грешка е асиддха – недоказано основание. Тази съдържателна грешка се появява, когато средният термин се допусне погрешно в някоя от предпоставките, от което следва, че заключението не е достоверно („небесният лотос е благоухаен, защото той притежава лотосност, подобно на естествения лотос“. Небесният лотос е несъщестествуващ, следователно заключението не може да бъде истинно.) Петият вид грешка е бадхита – неизводно опровергано основание. Това е привиден среден термин в извод, несъществуването на чийто голям термин се установява чрез други методи на достоверно познание. (Огънят е студен, защото е субстанция.)
3. Упамана(сравнение)
Упамана е третият източник на достоверно познание, приет от представителите на Няя. Сравнението е средство, чрез което ние познаваме връзката между името и наименуваните неща, тоест връзката между обозначението и носителя му. Като пример може да си представим как някой авторитетен човек казва на друг, че гавия е животно, приличащо на крава. Когато вторият човек отиде в гората, виждайки животно приличащо на крава, непосредствено го приема за гавия. Основания за познанието чрез сравнението са описанието на обектите, които се сравняват и възприемането на тяхното подобие в конкретния случай.
4. Шабда(словесно слово)
Шабда е познание за обектите извлечено от думи или изречния. То е валидно словесно свидетелство. Състои се в твърденията на достойна за доверие личност, достоверно е, ако е изречено от личност, познаваща истината и целяща да напътства другите. Как може да се получи словесното слово? Вече споменах източниците на този вид достоверно знание, но за да се твърди, че е получено, човекът, който слуша това слово, трябва да разбира значението на думите. Следователно шабда като източник на достоверно познание се състои в разбирането на знанието на изявленията на достойни за доверие личности.
Има два вида шабда: Първият е дрштхртха. Той включва в себе си достойни за доверие твърдения на обикновените личности доколкото твърденията им се отнасят до видимите обекти. Пример за източници на такъв тип шабда могат да бъдат опитните земеделци. Вторият вид шабда е адрштартха. Той се отнася до невидимите обекти. Достоверните твърдения са ориентирани към свръхестествените реалности.
Шабда ни дава знание за нещата посредством разбирането на значението на изреченията, изказани или изписани от авторитетна личност. Ясно е, че изречението представлява съвкупност от думи, подредени по определен начин. Всяка дума съответно има същност и означава определен обект. За представителите на Няя смисленото изречение трябва да изпълнява четири условия:
1. аканкша (очакване) – думите в изречението трябва да се предполагат една друга;
2. йогята (пригодност) – липсата на противоречеие в отношението между обектите обозначение в изречението;
3. самнидхи – близостта на определени думи в едно изречение спрямо времето и пространството;
4. татпаре (интенция) – речевото намерение, заложено в изречението.

Има и втора класификация на словесното слово. Според нея съществуват два вида словесно свидетелство: ведическо и сведско. Ведическото предава думите на бог, следователно е безпогрешно и съвършено. Сведското свидетелство не е достоверно във всички случаи. То представлява свидетелство от човешки същества, за това може да бъде както достоверно, така и недостоверно. Валидно е само онова светско свидетелство, което изхожда от достоверни за доверие хора. Първата класификация е свързана с природата на познавателните обекти, а втората зависи от източника на познание. Но и двете съвпадат по това, че свидетелството винаги да е персонифицирано, тоест да се основава на думите на достойни за доверие личности – богове или хора.
Това са четирите източника на прама, за които описват представителите на Няя. Тях може да ги наречем основата на учението. Възгледите за атомизма, за теологията, за физическия свят, за индивидуалното „аз“, също са толкова логически подредени и основани.
В заключение значението на системата Няя се състои в нейната методология, тоест в теорията за познанието, върху която се изгражда тази философия. Тя не се основава на религиозен авторитет, заради което бива нападана. Създадената от Няя теория за познанието е основа на Няя–Вайшешка, но тя обслужва и другите системи на индийската философия. Няя предлага метода за логическа критика на всички проблеми на живота и реалността. Теорията на плуралистичния реализъм на Няя не е толкова удоволетворителна, колкото нейната логика. Чрез нея се сблъскваме със здравия смисъл, който представи света като сбор от множество независими реалности от типа на материалните атоми, умовете, индивидуалната душа, които външно са свързани в пространството и времето. Тоест Няя създава систематична философия за света като цяло.